# Jean-Marc Gaillard
Pour les articles homonymes, voir Gaillard.
Jean-Marc Gaillard, né le 7 octobre 1980 à Annemasse, est un fondeur français. Il remporte sa première médaille dans l'épreuve du relais des jeux olympiques 2014 de Sotchi où les quatre fondeurs français décrochent le bronze, performance rééditée aux championnats du monde l'année suivante, puis quatre années plus tard lors des jeux olympiques 2018 de Pyeongchang. En Coupe du monde, il est monté à sept reprises sur un podium en individuel, dont une victoire lors d'un quinze kilomètres raccourci à 11,4 kilomètres en style libre à Liberec en 2008.

## Biographie

### Carrière sportive
Membre du club de ski du Pays Rochois, il apparaît dans les courses FIS en 1999.
Il fait sa première apparition en Coupe du monde en décembre 2001 lors d'épreuves organisées à Cogne (Italie). Il marque ses premiers points quelques semaines plus tard à Nové Město na Moravě sur une épreuve de style libre sur 10 kilomètres. La saison suivante, il ne dispute qu'une seule épreuve de Coupe du monde, à Nove Mesto, où il termine 57e d'un quinze kilomètres libre. Il retrouve la Coupe du monde de manière plus régulière la saison suivante, son meilleur résultat individuel étant une 24e place lors d'un quinze kilomètres classique, toujours à Nove Mesto. Le meilleur résultat lors de courses par équipe est une huitième place du relais de La Clusaz. En 2004-2005, il obtient plusieurs places dans le Top 10, une huitième place lors d'un Team Sprint à Berne, une neuvième place à Pragelato, toujours sur un Team Sprint et une quatrième place du relais de Falun.
Il est sélectionné pour participer aux Jeux olympiques d'hiver de 2006 à Turin mais est écarté cinq jours en raison d'un hématocrite élevé. Défendu par les officiels de la délégation française qui affirment que le taux d'hémoglobine de Gaillard est naturellement élevé, le Français retrouve la compétition lors de la dernière épreuve des jeux après en avoir manqué plusieurs. Aligné sur le 50 kilomètres style libre, il obtient une honorable 11e place finale.
Il obtient son premier podium lors d'une épreuve de Coupe du monde avec le relais français lors du 4 × 10 kilomètres de Davos en 2007, ses partenaires étant Vincent Vittoz, Alexandre Rousselet et Emmanuel Jonnier.
Le fondeur remporte son premier succès en Coupe du monde le 16 février 2008 lors d'un 15 kilomètres en style libre organisé à Liberec. Il devance à cette occasion le local Lukáš Bauer alors en tête du classement général de la coupe du monde.
Commençant sa saison de Coupe du monde à Gaellivare, où il obtient une huitième place avec le relais français, il obtient un nouveau podium, une troisième place, avec le relais, lors de l'étape de La Clusaz, avec Vittoz, Manificat et Jonnier. Lors du Tour de ski, il termine troisième d'un sprint à Prague, terminant finalement ce tour en sixième position. Il obtient le deuxième podium individuel de sa carrière à Vancouver lors des courses préolympiques, où il se classe deuxième de la poursuite, devancé par l'Italien Pietro Piller Cottrer,. Lors de ce même mois de janvier, il obtient une nouvelle deuxième place, à Rybinsk, lors d'un 15 kilomètres libre, derrière Tobias Angerer. À Liberec, où se dispute les Mondiaux 2009, il termine cinquième du sprint par équipe où il est associé à Cyril Miranda, et une neuvième place du relais, composé de Jonnier, Rousselet et Vittoz. Son meilleur résultat individuel est une quatorzième place du 15 kilomètres classique. Il termine la saison par une cinquième place lors des Finales, disputées à Falun, Finales où Vincent Vittoz termine également deuxième. Cela lui permet de terminer septième du classement général de la Coupe du monde, ce qui est alors son meilleur résultat.
Le relais français, composé de Gaillard, Vincent Vittoz, Maurice Manificat et Emmanuel Jonnier a pour ambition d'obtenir une médaille lors des Jeux olympiques 2010, dernière compétition olympique de Vittoz et Jonnier. Gaillard, qui prend le premier relais classique, fait une première décision en fin de son relais pour placer Vittoz en troisième position. Celui-ci continue à animer la course pour accentuer les écarts. Toutefois, cela s'avère insuffisant pour empêcher le Norvégien Petter Northug à revenir sur Jonnier lors du dernier relais, celui-ci terminant finalement quatrième à quatre secondes de la Norvège et de la République tchèque. Lors des Finales, il est disqualifié lors de la poursuite pour avoir fait des pas de libre lors du départ alors que la première partie de cette course se dispute en style classique. Il termine finalement à la onzième place du classement général de la Coupe du monde.

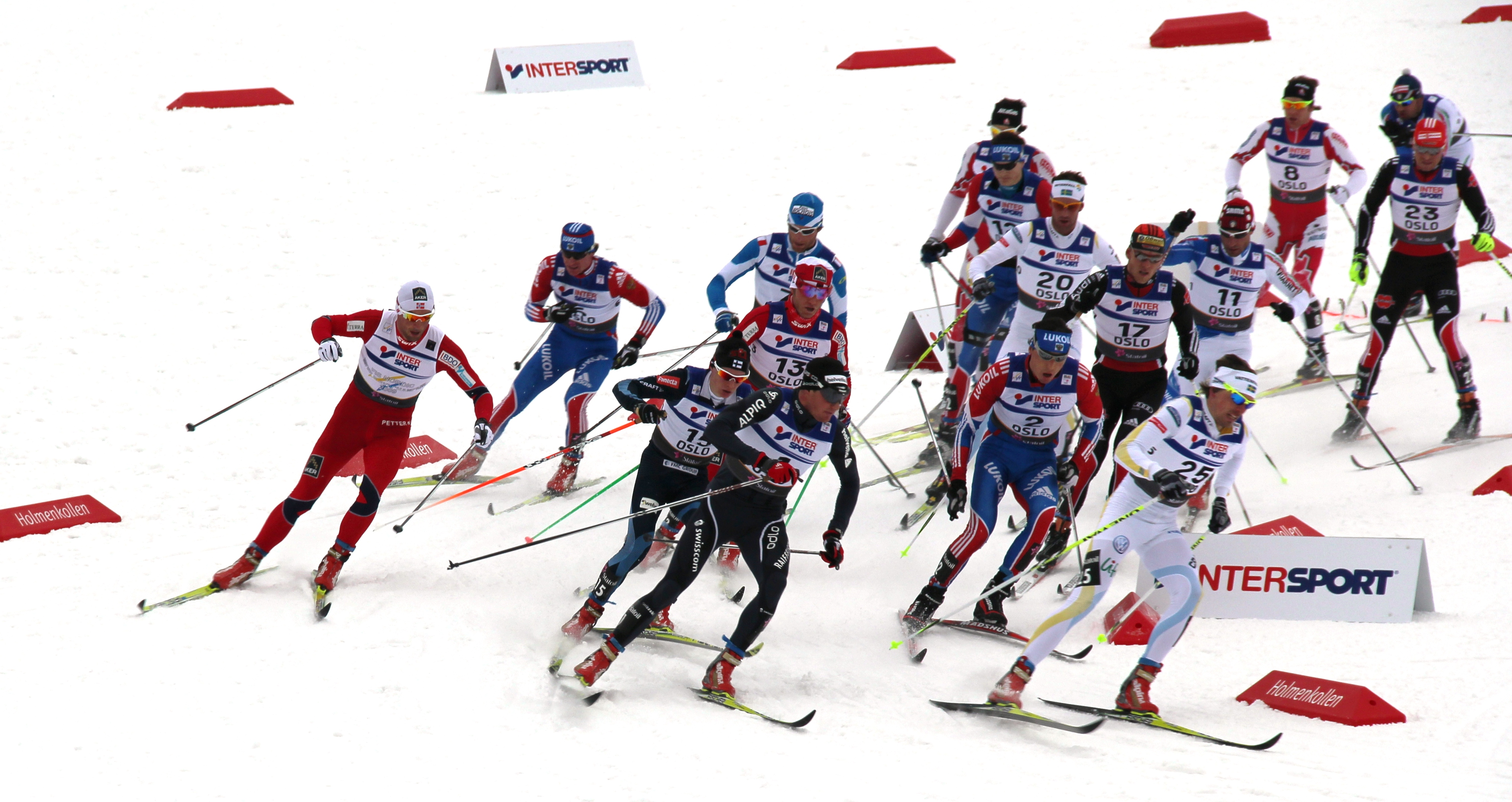
Skiathlon des mondiaux 2011 à Oslo.

Après avoir envisagé de terminer sur le podium après sa quatrième place lors de la poursuite d'Oberstdorf, il termine finalement à la sixième place du Tour de ski 2010-2011,, puis il obtient une deuxième place lors d'une poursuite de Coupe du monde à Rybinsk derrière Ilia Chernousov et devant Maurice Manificat. Il se rend aux mondiaux de 2011 disputés à Oslo-Holmenkollen avec des espoirs de bons résultats, notamment sur les deux courses de relais. Lors de la première course qu'il dispute, la poursuite, il termine vingt-troisième, juste derrière son coéquipier Vincent Vittoz. Lors du sprint par équipes, l'équipe française, composée de Cyril Miranda et Gaillard, se qualifie pour la finale mais termine à la huitième place d'une course remportée par les Américains Devon Kershaw et Alex Harvey devant la Norvège et la Russie. Deux jours plus tard, lors du relais, les Français avec Gaillard et Maurice Manificat en style classique, Vincent Vittoz et Robin Duvillard en style libre, ne parviennent pas à atteindre leur objectif de podium en terminant onzième d'une course remportée par la Norvège devant la Suède et l'Allemagne. Jean-Marc Gaillard abandonne ensuite sur le cinquante kilomètres. 
En début de saison 2011-2012, il obtient une quatrième place avec le relais français à Sjusjoen, puis termine douzième du Nordic Opening à Kuusamo, terminant notamment quatrième de la dernière course de ce minitour. Il dispute également le Tour de ski, qu'il abandonne en ne prenant pas le départ de la poursuite de Toblach. Lors des courses suivantes, il termine cinquième d'un skiathlon à Lahti. Il finit sa saison de Coupe du monde à Falun où il termine onzième des Finales, son meilleur résultat sur ce mini tour étant une sixième d'un 15 kilomètres course en ligne. Il régresse dans la hiérarchie mondiale en terminant 23e du classement général de la Coupe du monde.
Après une 29e place du Nordic Opening, il termine 26e du Tour de ski. Avant les mondiaux, il obtient une neuvième place avec le relais français à La Clusaz, puis une septième place à Sotchi lors d'un skiathlon et une douzième place à Davos lors d'un 15 kilomètres libre. Lors des Championnats du monde 2013 disputés à Val di Fiemme, il termine dixième du skiathlon, à douze secondes du vainqueur, le Suisse Dario Cologna, puis associé à Maurice Manificat, il termine sixième du sprint par équipes, les Français ayant obtenu leur place pour la finale après avoir terminé quatrièmes de leur demi-finale, malgré un bris de bâton et une chute de Jean-Marc Gaillard. Lors du quinze kilomètres, disputé en style libre, il doit abandonner en raison de douleurs dans le dos. Cette blessure le contraint également de déclarer forfait pour le relais. Il doit de nouveau abandonner lors du cinquante kilomètres. Sa saison de Coupe du monde se termine par une 20e place lors des Finales. Il termine à la 41e place de la Coupe du monde.
Il entame sa saison 2013-2014 par une douzième lors du Nordic Opening de Kuusamo, son coéquipier Maurice Magnificat terminant quatrième. Lors du Tour de ski, il se rapproche du Top 10 en reprenant de nombreuses places lors de la poursuite entre Cortina et Toblach mais sa 43e place lors du 10 kilomètres classique de Val di Fiemme le place à la dix-neuvième place du classement général, à 3 minutes 47. Lors de la montée finale de l'Alpe Cermis, il parvient à progresser pour terminer à la douzième place du classement général final.
Entamant les Jeux olympiques 2014 par une sixième place sur le skiathlon, où il cède dans la dernière montée, il enchaîne ensuite par une vingt-et-unième place sur le quinze kilomètres classique. Il est le premier relayeur français lors 4 × 10 kilomètres, course où malgré une chute et un bâton cassé, il figure dans un groupe de trois avec la Suède et la Finlande au moment où il transmet le relais à Maurice Manificat. Celui-ci, puis Robin Duvillard et enfin Ivan Perrillat Boiteux parviennent ensuite à conserver cette troisième place, la Russie prenant la place de la Finlande, pour remporter la première médaille d'un relais en ski de fond. Associé à Cyril Miranda sur le sprint par équipes, les Français se qualifient pour la finale en tant que dixième et dernier qualifié, mais déclarent finalement forfait pour cette course. Sur le cinquante kilomètres, il figure longtemps dans le peloton de tête avant de devoir lâcher en fin de course, victime de crampes, problème qu'il rencontre fréquemment sur les grandes distances.
Pour la première étape suivant les Jeux, il obtient une neuvième place lors du 15 kilomètres libre de Lahti. Il participe ensuite aux Finales où il termine à la septième du classement général. Il retrouve une place parmi le top 15 des fondeurs de la saison en terminant quatorzième du classement général de la coupe du monde.
En début de saison 2014-2015, il termine à la 19e place du classement général du minitour de Lillehammer. Il obtient ensuite une cinquième place du quinze kilomètres libre de Davos. Il participe au tour de ski, compétition qu'il abandonne après une étape à Toblach. Troisième en février de la Transju'classic, il dispute ensuite les championnats du monde de Falun. Il termine neuvième lors de la première course, le skiathlon où il est distancé en fin de course lors de l'accélération de Dario Cologna. Il est ensuite 30e du quinze kilomètres classique. Avec le relais français, où il est associé à Maurice Manificat, Robin Duvillard et Adrien Backscheider, il remporte la médaille de bronze, derrière la Norvège et la Suède,. Lors de sa dernière course, il abandonne lors du cinquante kilomètres classique. Après les mondiaux, il dispute une coupe de la Marathon Cup, où elle termine sixième, avant de terminer 42e du cinquante kilomètres d'Oslo.
Son meilleur résultat du début de la saison 2015-2016 est une sixième place lors du trente kilomètres libre de Davos remporté par Martin Johnsrud Sundby devant Maurice Manificat, Robin Duvillard complétant ce bon résultat des Français par une septième place. Il termine 21e du tour de ski. En janvier, il remporte la Foulée blanche, course marathon disputée dans le massif du Vercors. Il obtient une septième place lors du skiathlon de Lahti puis il participe au Ski Tour Canada, compétition par étapes où il termine 15e.

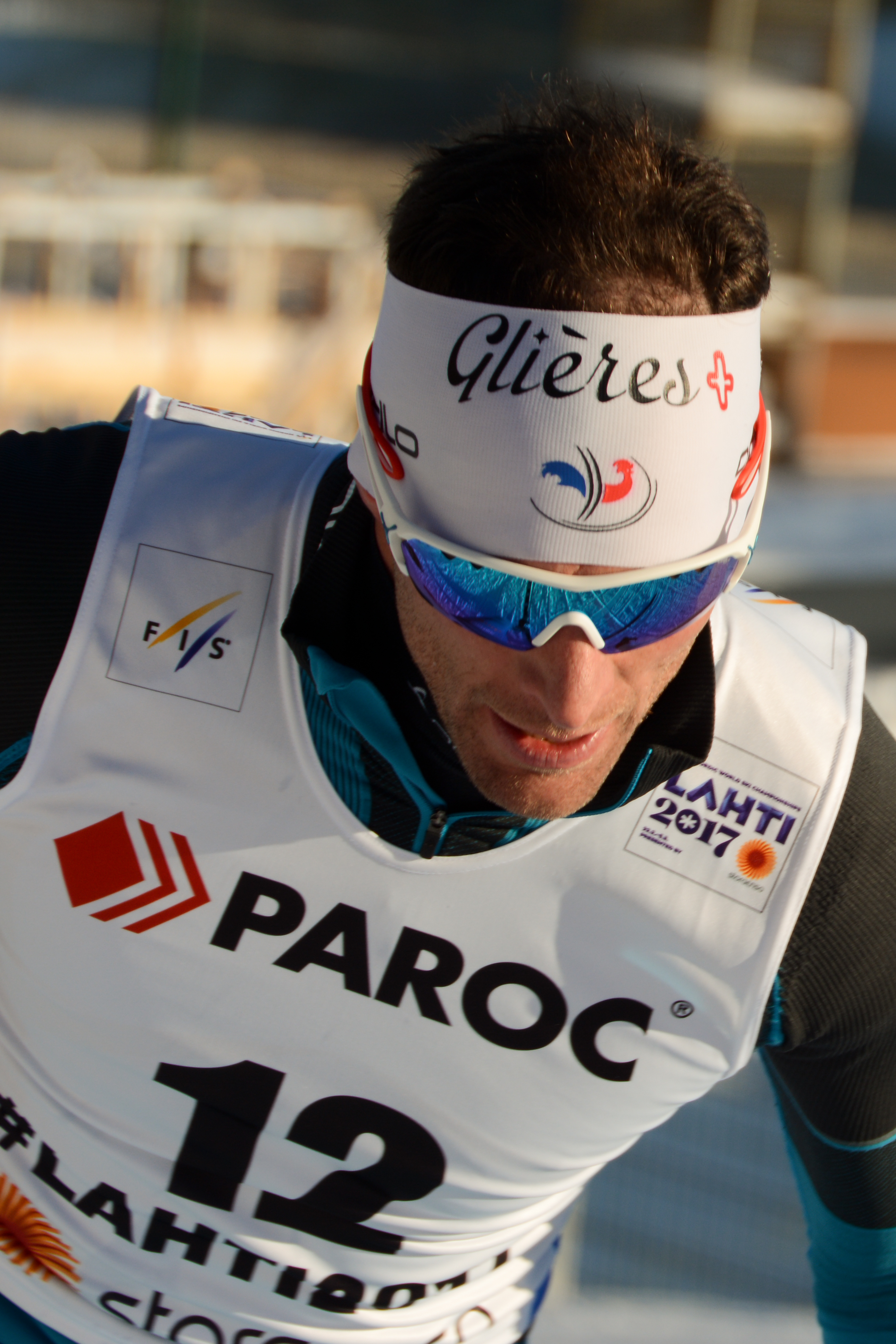
Gaillard lors du skathlon des mondiaux 2017 à Lahti.

Malade, il doit déclarer forfait pour le quinze kilomètres classique disputé à Ruka, première épreuve longue distance de la saison 2016-2017. Il dispute sa première épreuve lors du Nordic Opening, disputé à Lillehammer, où il termine 61e au termine des trois étapes. Il obtient ensuite un podium avec le relais français lors d'une course disputée à La Clusaz. Il termine ensuite quinzième du tour de ski. Pour sa première participation à la Transjurassienne, course faisant partie du circuit de la Worldloppet, il termine à la deuxième place, devancé par Robin Duvillard et devant Ivan Perrillat Boiteux. Aux mondiaux de Lahti, il termine 26e du skiathlon, puis septième avec le relais français avant de terminer 21e du cinquante kilomètres libre. Il dispute ensuite à une autre course de Worldloppet, le marathon de l'Engadin, course remporté par Dario Cologna. Il se rend ensuite au Québec pour y disputer les Finales où il termine 21e.
Durant la préparation estivale, il se blesse en Norvège, blessure nécessitant 40 points de suture. Il commence sa saison 2017-2018 lors du Ruka Triple où il termine 30e. Il participe à son douzième Tour de ski, compétition qui compte alors douze éditions, seul le Canadien Devon Kershaw ayant pris le départ de chacune de ces éditions. Il termine cette édition à la septième du classement général, après être parti en douzième position lors de la dernière étape, la montée de l'Alpe Cermis.
Lors de ces Jeux olympiques de 2018 à PyeongChang, Jean-Marc Gaillard termine à la 28e place du skiathlon puis à la 23e place du quinze kilomètres libre. Jean-Marc Gaillard et Maurice Manificat sont les premiers fondeurs du relais, sur les parcours classique. Ils laissent les Français dans le groupe de tête, Manificat transmettant à Clément Parisse en troisième position à mi-parcours. Ce dernier, confronté au Norvégien Simen Hegstad Krüger, permet à la France de passer au terme du troisième relais en deuxième position, les deux hommes ayant rejoint puis lâché Alexey Chervotkin, représentant OAR, ayant également lâché l'Italien Giandomenico Salvadori dont l'équipe était deuxième au passage de relais précédent. Adrien Backscheider reste au contact de Johannes Høsflot Klæbo jusqu'au retour de Denis Spitsov, ces deux derniers s'échappant pour se disputer le titre, à l'avantage de la Norvège, la France terminant troisième loin devant la Finlande. Sur le cinquante kilomètres classique, il termine 18e.
Au Nordic Opening 2018-2019, il réalise le deuxième temps de l'étape en poursuite à Ruka, pour son premier podium personnel depuis 2011.

## Palmarès

### Jeux olympiques d'hiver
Jean-Marc Gaillard est présent lors de quatre éditions des Jeux olympiques. Il remporte sa première médaille olympique lors de sa troisième participation, avec le bronze du relais lors Jeux olympiques 2014 de Sotchi, relais qu'il compose avec Maurice Manificat, Robin Duvillard, et Ivan Perrillat Boiteux. Auparavant, son meilleur résultat était une quatrième place à Vancouver, toujours avec le relais. Son meilleur résultat individuel est une sixième place obtenue lors du skiathlon de Sotchi. Lors des Jeux olympiques 2018 à Pyeongchang, il remporte une nouvelle médaille, sur le relais, où il est le premier partant, suivi de Maurice Manificat, Clément Parisse et Adrien Backscheider.
| Épreuve / Édition   | Sprint                           | Sprint                           | 15 km                            | 15 km                            | Poursuite ou skiathlon 2 × 15 km | 50 km | Relais | Relais                              |
| Épreuve / Édition   | libre                            | classique                        | libre                            | classique                        | Poursuite ou skiathlon 2 × 15 km | 50 km | Sprint | 4 × 10 km                           |
| JO 2006 Turin       | —                                | Épreuve inexistante à cette date | Épreuve inexistante à cette date | 23e                              | —                                | 11e   | —      | —                                   |
| JO 2010 Vancouver   | Épreuve inexistante à cette date | —                                | 32e                              | Épreuve inexistante à cette date | 30e                              | 19e   | —      | 4e                                  |
| JO 2014 Sotchi      | —                                | Épreuve inexistante à cette date | Épreuve inexistante à cette date | 21e                              | 6e                               | 35e   | 10e    | Médaille de bronze, Jeux olympiques |
| JO 2018 Pyeongchang | Épreuve inexistante à cette date | —                                | 23e                              | Épreuve inexistante à cette date | 28e                              | 18e   | —      | Médaille de bronze, Jeux olympiques |

Légende :
- : troisième place, médaille de bronze
- : pas d'épreuve
- — : Non disputée par Gaillard

### Championnats du monde
Jusqu'aux mondiaux 2015 de Falun, Jean-Marc Gaillard n'a jamais remporté de médaille en cinq participations aux Championnats du monde. Ses meilleurs résultats sont une cinquième place acquise en relais en 2009 aux côtés d'Emmanuel Jonnier, Alexandre Rousselet et Vincent Vittoz et une autre cinquième place en sprint par équipes en 2011 aux côtés de Cyril Miranda. Son meilleur résultat dans une course individuelle est une septième place lors du cinquante kilomètres des mondiaux 2007, course disputée en style classique.
Un an après la médaille olympique de Sotchi, le relais français, composé de Jean-Marc Gaillard, Maurice Manificat, Robin Duvillard et Adrien Backscheider remporte la première médaille d'un relais français lors d'une édition des mondiaux, ce qui constitue également la première médaille mondiale de Gaillard.
| Épreuve / Édition           | Sprint                           | Sprint                           | 15 km                            | 15 km                            | Poursuite / Skiathlon 2 × 15 km | 50 km   | Relais | Relais                    |
| Épreuve / Édition           | libre                            | classique                        | libre                            | classique                        | Poursuite / Skiathlon 2 × 15 km | 50 km   | Sprint | 4 × 10 km                 |
| Mondiaux 2005 Oberstdorf    | Épreuve inexistante à cette date | —                                | —                                | Épreuve inexistante à cette date | 47e                             | Abandon | —      | —                         |
| Mondiaux 2007 Sapporo       | Épreuve inexistante à cette date | —                                | 20e                              | Épreuve inexistante à cette date | 35e                             | 7e      | —      | 5e                        |
| Mondiaux 2009 Liberec       | —                                | Épreuve inexistante à cette date | Épreuve inexistante à cette date | 14e                              | 54e                             | 22e     | 5e     | 9e                        |
| Mondiaux 2011 Oslo          | —                                | Épreuve inexistante à cette date | Épreuve inexistante à cette date | —                                | 23e                             | Abandon | 8e     | 11e                       |
| Mondiaux 2013 Val di Fiemme | Épreuve inexistante à cette date | —                                | Abandon                          | Épreuve inexistante à cette date | 10e                             | Abandon | 6e     | —                         |
| Mondiaux 2015 Falun         | Épreuve inexistante à cette date | —                                | 30e                              | Épreuve inexistante à cette date | 9e                              | Abandon | —      | Médaille de bronze, monde |
| Mondiaux 2017 Lahti         | —                                | Épreuve inexistante à cette date | Épreuve inexistante à cette date | —                                | 26e                             | 21e     | —      | —                         |
| Mondiaux 2019 Seefeld       | —                                | Épreuve inexistante à cette date | Épreuve inexistante à cette date | —                                | 35e                             | —       | —      | —                         |
| Mondiaux 2021 Oberstdorf    | Épreuve inexistante à cette date | —                                | —                                | Épreuve inexistante à cette date | 28e                             | 40e     | —      | —                         |

Légende :
- : troisième place, médaille de bronze
- : pas d'épreuve
- — : Non disputée par Gaillard

### Coupe du monde
Son meilleur classement général en Coupe du monde est une septième place en 2009.
- 7 podiums : 
  - 4 podiums en épreuve individuelle : 1 victoire et 3 deuxièmes places.
  - 3 podiums en épreuve par équipes : 3 troisièmes places.

#### Détail de la victoire
Jean-Marc Gaillard compte une seule victoire en Coupe du monde à l'occasion d'un 15 km raccourci à 11,4 km de style libre à Liberec en 2008.
| Épreuve / Édition | 15 km   | 15 km     |
| Épreuve / Édition | libre   | classique |
| 2007-08           | Liberec |           |

#### Courses par étapes
- Nordic Opening : 1 podium d'étape.
- Tour de Ski : 2 podiums d'étape.

#### Classements en Coupe du monde
| Année/Classement | Année/Classement | Général | Général | Distance | Distance | Sprint | Sprint |                                  | Tour de ski depuis 2007          | Finales depuis 2008 Ski tour Canada(2016) | Nordic Opening depuis 2011 |
| ---------------- | ---------------- | ------- | ------- | -------- | -------- | ------ | ------ | -------------------------------- | -------------------------------- | ----------------------------------------- | -------------------------- |
| Année/Classement | Année/Classement | Class.  | Points  | Class.   | Points   | Class. | Points |                                  | Tour de ski depuis 2007          | Finales depuis 2008 Ski tour Canada(2016) | Nordic Opening depuis 2011 |
| 2002             | 2002             | 123e    | 7       | –        | –        | –      | –      | Épreuve inexistante à cette date | Épreuve inexistante à cette date | Épreuve inexistante à cette date          |                            |
| 2004             | 2004             | 135e    | 7       | 95e      | 7        | –      | –      | Épreuve inexistante à cette date | Épreuve inexistante à cette date | Épreuve inexistante à cette date          |                            |
| 2005             | 2005             | 113e    | 13      | 72e      | 13       | –      | –      | Épreuve inexistante à cette date | Épreuve inexistante à cette date | Épreuve inexistante à cette date          |                            |
| 2006             | 2006             | 62e     | 88      | 40e      | 88       | –      | –      | Épreuve inexistante à cette date | Épreuve inexistante à cette date | Épreuve inexistante à cette date          |                            |
| 2007             | 2007             | 32e     | 158     | 16e      | 158      | –      | –      | 36e                              | Épreuve inexistante à cette date | Épreuve inexistante à cette date          |                            |
| 2008             | 2008             | 46e     | 148     | 26e      | 148      | –      | –      | Abandon                          | Abandon                          | Épreuve inexistante à cette date          |                            |
| 2009             | 2009             | 7e      | 669     | 10e      | 374      | 43e    | 45     | 6e                               | 5e                               | Épreuve inexistante à cette date          |                            |
| 2010             | 2010             | 11e     | 474     | 13e      | 268      | 66e    | 26     | 5e                               | Disqualifié                      | Épreuve inexistante à cette date          |                            |
| 2011             | 2011             | 9e      | 589     | 8e       | 364      | 111e   | 1      | 6e                               | 8e                               | 55e                                       |                            |
| 2012             | 2012             | 23e     | 382     | 17e      | 290      | –      | –      | Abandon                          | 11e                              | 12e                                       |                            |
| 2013             | 2013             | 41e     | 219     | 26e      | 173      | –      | –      | 26e                              | 20e                              | 29e                                       |                            |
| 2014             | 2014             | 14e     | 389     | 16e      | 183      | 103e   | 2      | 11e                              | 7e                               | 12e                                       |                            |
| 2015             | 2015             | 27e     | 134     | 24e      | 94       | –      | –      | Abandon                          | Épreuve inexistante à cette date | 19e                                       |                            |
| 2016             | 2016             | 20e     | 389     | 19e      | 285      | –      | –      | 21e                              | 15e                              | —                                         |                            |
| 2017             | 2017             | 24e     | 276     | 21e      | 192      | –      | –      | 15e                              | 21e                              | 61e                                       |                            |
| 2018             | 2018             | 21e     | 372     | 18e      | 224      | –      | –      | 7e                               | 30e                              | 30e                                       |                            |
| 2019             | 2019             | 29e     | 294     | 22e      | 208      | –      | –      | 15e                              | 22e                              | 29e                                       |                            |
| 2020             | 2020             | 34e     | 212     | 23e      | 176      | –      | –      | 22e                              | Abandon                          | —                                         |                            |
| 2021             | 2021             | 57e     | 85      | 32e      | 85       | –      | –      | Abandon                          | Épreuve inexistante à cette date | —                                         |                            |
| 2022             | 2022             | 151e    | 3       | 88e      | 3        | –      | –      | —                                | Épreuve inexistante à cette date | Épreuve inexistante à cette date          |                            |

### Championnats du monde junior
Jean-Marc Gaillard a participé à une reprise aux Championnats du monde junior en 2000 à Štrbské Pleso en Slovaquie. Son meilleur résultat est une 50e place sur le 30 km en style classique.
| Épreuve / Édition           | Sprint                           | Sprint                           | 10 km | 10 km                            | 30 km classique | Relais                           |
| Épreuve / Édition           | libre                            | classique                        | libre | classique                        | 30 km classique | Relais                           |
| Mondiaux 2000 Štrbské Pleso | Épreuve inexistante à cette date | Épreuve inexistante à cette date | 54e   | Épreuve inexistante à cette date | 50e             | Épreuve inexistante à cette date |

### Worldloppet
- Il remporte la Foulée blanche en 2016.
- Il termine troisième de la Transjurassienne en 2015 et deuxième en 2017.

### Championnats de France
Champion de France Élite :
- Longue distance : 2009
- Sprint : 2010 - 2015
- Poursuite : 2011
- Relais : 2016

## Décorations
- Chevalier de l'Ordre national du Mérite en 2014[49]